# The Big Door Prize
The Big Door Prize, ou Le Prix du destin au Québec, est une série télévisée américaine en vingt épisodes d'environ 32 minutes développée par David West Read (en) et diffusée entre le 29 mars 2023 et le 12 juin 2024 sur Apple TV+. Il s'agit de l'adaptation du livre du même nom de l'auteur américain M.O. Walsh.

## Synopsis
Une machine apparaît mystérieusement dans l'épicerie d'une petite ville, proposant à chaque habitant une carte où est inscrit leur “potentiel de vie”.

## Fiche technique
Sauf indication contraire, les informations mentionnées dans cette section peuvent être confirmées par la base de données cinématographiques IMDb,  présente dans la section « Liens externes ».
- Titre original : The Big Door Prize
- Réalisation : Todd Biermann, Jenée LaMarque, Declan Lowney (en), Molly McGlynn, Anu Valia
- Musique : Nick Sena, Zachary Dawes
- Décors : Samantha LaRoe McDonald
- Costumes : Colin Wilkes
- Pays de production :  États-Unis
- Langue originale : Anglais
- Format : Couleur
- Genres : Comédie

## Distribution

### Acteurs principaux
- Chris O'Dowd (VF : Julien Allouf) : Dustard « Dusty » Hubbard
- Gabrielle Dennis (en) (VF : Audrey Sourdive) : Cassandra « Cass » Hubbard
- Sammy Fourlas (VF : Tom Trouffier) : Jacob Kovac
- Djouliet Amara (VF : Sara Chambin) : Trina Hubbard
- Josh Segarra (VF : Thomas Roditi) : Giorgio
- Patrick Kerr (en) (VF : Pierre-François Pistorio) : M. Johnson, le propriétaire de la boutique.
- Ally Maki (VF : Valérie Bachère) : Hana, la barmaid.
- Damon Gupton (VF : Eilias Changuel) : Père Reuben
- Mary Holland : Nat, l'amie de Cass et la mère de Savannah.
- Aaron Roman Weiner (VF : Thierry Kazazian) : Beau Kovac
- Crystal R. Fox (VF : Vanina Pradier) : Izzy, la mère de Cass.

### Acteurs récurrents
- Elizabeth Hunter : Savannah
- Cocoa Brown (en) : Pat, la principale.
- Kalyn Hardman : Rita
- Jontavious Johnson : Axel
- Jim Meskimen (VF : Gabriel Le Doze) : Cary Hubbard, le père de Dusty.
- Rory Keane (VF : Alexandre Gillet) : Glen Stikeman
- Justine Lupe : Alice (saison 2)

### Invités
- Deirdre O'Connell : Eloise Hubbard, la mère de Dusty.

Version française dirigée par Fouzia Youssef-Holland au studio Titra Film, d'après une adaptation des dialogues de Thibault Longuet et Stéphanie Zanella. Informations prélevées des cartons du doublage français.
 Source et légende : version française (VF) sur RS Doublage

## Production
Le 5 avril 2023, la série est renouvelée pour une deuxième saison,,.
Le 28 juin 2024, la série est annulée.

## Épisodes

### Première saison (2023)
La série est diffusée sur Apple TV+ le 29 mars 2023 (dans un premier temps avec trois épisodes, puis un par semaine).
1. Dusty
2. Cass
3. Jacob
4. Père Reuben (Father Reuben)
5. Trina
6. Beau
7. Giorgio
8. Izzy
9. Dearfest : Première partie (Deerfest: Part One)
10. Dearfest : Deuxième partie (Deerfest: Part Two)

### Deuxième saison (2024)
Elle a été diffusée à partir du 24 avril 2024.
1. L'Étape suivante (The Next Stage)
2. Visions
3. Pouvoir et énergie (Power & Energy)
4. Les Conteurs (Storytellers)
5. Une soirée sous les étoiles (Night Under the Stars)
6. Remise en selle (Back in the Saddle)
7. Répétitions (Rehearsals)
8. Notre petite ville (Our Town)
9. L'intro-ploration est finie (Un-Selfploration)
10. Le Deerfilé (Deercoming)